# Иџтихад
Иџтихад (арапски: اجتهاد - физички или ментални напор, уложен у одређену делатност) је исламски правни израз који се односи на независно расуђивање или темељно залагање правника у проналажењу решења за правна питања. Супротставља се таклиду – имитацији и усаглашеношћу са правним преседаном.  Према класичној сунитској теорији, иџтихад захтева познавање стручних термина на арапском језику, теологију, откривене текстове и принципе јуриспруденције и не користи се тамо где су аутентични и ауторитативни текстови, као што су Кур'ан и Хадис. Иџтихад се сматра недвосмисленим у погледу питања или тамо где постоји научни консензус (иџма). Иџтихад се сматра верском дужношћу за оне који су квалификовани за његово вршење. Исламски теолог који је квалификован за извођење иџтихада назива се муџтехидом.
Почетком XX века, развој сунитске јуриспруденције подстакао је водеће сунитске правнике да изјаве да су адресирана главна правна питања и да је опсег иџтихада постепено ограничен.  У модерној ери ово је међу западним научницима и лаичкој муслиманској јавности створило перцепцију да су такозвана „врата иџтихада“ затворена на почетку класичне ере. Иако су недавне стипендије оповргле овај појам, обим и механизми законских промена у пост-формативном периоду и даље су предмет расправе.
Почевши од XVIII века, неки муслимански реформатори почели су да позивају на напуштање таклида и потенцирали су иџтихад, што су видели као повратак исламском пореклу. Јавне расправе у муслиманском свету око иџтихада трају и данас. Заговарање иџтихада посебно је повезано са исламским модернистима и пуристичким селефијским мислиоцима. Међу савременим муслиманима на Западу појавиле су се нове визије иџтихада које истичу суштинске моралне вредности у односу на традиционалну правну методологију. 
Шиитски правници нису користили термин иџтихад до XII века, али су од раног периода користили рационалан начин правног расуђивања и његов опсег није био сужен као у сунитској традицији, са изузетком правне праксе Зајдија. 

## Етимологија и дефиниција иџтихада
Реч потиче од арапског вербалног корена од три слова "ج-ه-د" Џ-Х-Д. У буквалном преводу и свом дословном значењу, реч се односи на напор, физички или ментални, уложен у одређене активности. У свом техничком смислу иџтихад се може дефинисати као „процес правног расуђивања и херменеутике кроз који правник-муџтахид изводи или рационализује закон на основу Кур'ана и суне“.
Према истраживачима исламске правне теорије, правно значење иџтихада има неколико дефиниција. Неки га дефинишу као радњу и активност правника за постизање решења. Eл-Газали (у. 505/1111) га дефинише као „укупан напор правника уложен у сврху доношења верских пресуда“. Слично томе, иџтихад се дефинише као „напор муџтехида да тумачењем тражи знање о пресудама шеријата - исламског верског права."
Са ове тачке гледишта, иџтихад се у основи састоји од закључка (istinbāṭ), који се протеже до вероватноће (ẓann). Стога искључује извлачење пресуде из јасног текста, али и пресуде донесене без прибегавања независном правном образложењу. Учен човек, који може да донесе одлуку према шеријату, али не и да свој суд спроведе није муџтахид, него мукалид.

## Историја

### Формативни период
Током раног периода иџтихад је представљао нечија мишљења (ra'y) на основу знања о преседану (‘ilm).Правници су користили „ra'y“да би  помогли у доношењу правних пресуда, у случајевима када Кур'ан и суна нису пружили јасне смернице за одређене одлуке. Дужност образованих правника била је да донесу пресуду која би била у најбољем интересу муслиманске заједнице и која је промовисала јавно добро.
Због константног развитка верског закона, „ra'y“ није био довољан за осигуравање доношења поштне правне пресуде у складу са Кураном и суном. Међутим, током овог времена значење и процес иџтихада постали су јасније конструисани. Иџтихад је био „ограничен на систематску методу тумачења закона на основу ауторитативних текстова - Кур’ана и суне“, а пресуде би се могле „проширити на нови проблем све док преседан и нова ситуација имају исту клаузулу".
Како се пракса иџтихада временом трансформисала, постала је верска дужност муџтехида да спроводи правне одлуке за муслиманску заједницу. Муџтехид  је учени човек који је квалификован за бављење иџтихадом, али за то мора да испуни одређене услове -познавање Кур'ана, суне и арапског језика, као и дубоко разумевање правне теорије и преседана.

### Класични период
Почетком XX века, већина сунитских правника сматрала је да су главна питања верског права решена. Према томе, таклид (арапски – تقليد) – успостављени правни преседани и традиције, имао је предност над иџтихадом (арапски - قليد ). Ово удаљавање од праксе иџтихада учинили су правни факултети Ханафи и Малики, и већина Шафија, али не и Ханбали и већи број истакнутих шафинских правника који су веровали да је „истински консензус“ није постојао  и да је „константно постојање муџтехида (مجتهد) био теолошки захтев".
Након XVI века појавила се фраза „затварање капије иџтихада“ (арапски - اغلاق باب الاجتهاد). Утврђивање сунитског закона и све већа важност таклида су у једном тренутку навели већину западних мислиоца да верују да су „врата иџтихада“ у ствари била затворена око 900. године. У монографији из 1964. године, која је вршила значајан утицај на касније мислиоце, Јосеф Шект је написао да се „консензус успоставио да би надаље била потребна квалификација за независно расуђивање у верском закону, као и да би све будуће активности морале бити ограничене на објашњење, примену и, највише, тумачење доктрине онако како је једном заувек постављена.
Иако су новија истраживања оповргла мишљење да је пракса примењивања иџтихада престала у XX веку, или чак и касније - обим правне промене током овог периода и његови механизми су и даље били предмет научне расправе.
Шиитски муслимани препознали су „људско расуђивање и интелект као правни извор који допуњује Куран и друге откривене текстове“. На тај начин су придавали важност и значај иџтихаду.

### Модерни период
Током прелаза из XVI у XVII  век, сунитски муслимански реформатори почели су да критикују таклид и преферирали су већу употребу иџтихада у правним питањима. Тврдили су да би уместо да претходне генерације траже праксе које су развили религиозни мислиоци, требало би да постоје успостављене доктрине и правило понашања кроз тумачење изворних темељних текстова ислама - Кур'ана и суне.

## Тумачење
Постојало је неколико начина:
1. кијас - примена правног решења садржаног у Кур'ану или суни, на неке друге случајеве путем аналогије
2. истихсан - усвајање решења које одговара месним потребама и времену.
3. истислах - избор правног решења које одговара општој државној користи.
4. ер-реи - "самостално расуђивање" у складу са духом шеријата

Абу Јакуб Јусуф је био један од оснивача ханефитске школе који се залагао за примену ер-реи. Иџтихад је одговоран за оснивање правних школа у исламу, а оснивачи признатих правца су имали апсолутно право самосталног закључивања.
Истаживачи су често упоређивали шеријатско и световно право, које није било божанског порекла. Оно се састојало од других извора:
- адет - примењивало се на правне спорове који су излазили из оквира Кур'ана.
- урф - владарска управна пракса.
- кануни - султанова могућност да доноси правне прописе. [15]

## Квалификација муџтехида
Муџтахид (арапски - مجتهد, „марљив“) је појединац који је квалификован за вршење иџтихада у вредновању исламског закона. Женски еквивалент је муџтахида. Муџтехиди морају да имају широко знање арапског језика, Кур'ана, Суне и правне теорије.  Сунитски и шиитски ислам, због својих различитих уверења у погледу постојања божанске власти, имају различите погледе на иџтихад и сами тим и квалификације потребне за постизање муџтехида. Да би се разјаснило како се иџтихад разликује у сунитском и шиитском исламу, неопходно је истражити историјски развој овог положаја у обе гране.

### Суни
У годинама непосредно након Мухамедове смрти, сунитски муслимани практиковали су иџтихад. Сунитски муслимани су, дакле, почели да се баве иџтихадом првенствено користећи лично мишљење. Како су се муслимани обраћали Кур'ану и суни како би решили њихова правна питања, схватили су да се нису бавили на одговарајући начин одређеним правним темама. Зато су сунитски муслимани почели да проналазе друге начине и изворе за иџтихад. Они су им омогућавали личну перцепцију исламског закона. Сунитски муслимани оправдавали су ову праксу народу посебним хадисом који наводи Мухамедово одобрење за формирање појединачног здравог правног мишљења. Према томе, током прва два и по века ислама нису постојала ограничења за научнике заинтересоване за бављење иџтихадом. Почев од  IX века, правници су почели да ограничавају ко може да се бави иџтихадом и врсте неопходних квалификација. Стога се пракса иџтихада ограничила на квалификованог правника, иначе познатог као муџтахид. Абул-Хисаин ал-Басри пружа најопсежнији преглед квалификација муџтехида:
- Знање арапског језика како би умео да разуме и чита Кур'ан и суну.
- Мора да има свеобухватно знање о Кур'ану и суни. Прецизније, мора у потпуности разумети праве делове у Кур'ану и специфичне текстове који се односе на  закон у Суни.
- Мора бити у стању да потврди консензус наследника и муџтехида из прошлости, како би спречио доношење одлука које занемарују претходне.
- Требало би да су у стању да разумеју циљеве шеријата и да буду посвећени заштити пет принципа ислама - живот, религија, интелект, лоза и имовина.
- Мора да разликује снагу и слабост у закључивању.
- Мора бити искрена и добра особа.[19]

### Шиити
Шиити су иџтихад у почетку разумели као спровођење шеријата у дело. Када су утврдили изостајање имама, иџтихад су почели да дефинишу као примену разума, не би ли претпоставили како је имам изгледао. Одлуке које би имами донели истражене су применом Кур'ана, суне и  иџме. Шеих Муртада Ансари и његови наследници развили су школу шиитског права, поделивши правне одлуке у четири категорије - сигурности (qat), ваљане претпоставке (zann), сумње (shakk) и погрешне претпоставке (wahm). Ова правила омогућавала су муџтехидима да доносе одлуке о било којој теми која би се могла извести кроз процес иџтихада, показујући своју велику одговорност шиитској заједници.
Шиитским муслиманима није било потребио само: 
- Познавање текстова Кур'ана и суне.
- Правда у питањима јавног и личног живота.
- Крајња побожност.
- Разумевање случајева када су шиитски муџтахиди постигли консензус.
- Способност вршења компетенције и овлашћења.[21]

Већ и:
- Арапска граматика и књижевност.
- Логика.
- Широко знање о кур'анским наукама и Хадису.
- Наука о приповедачима.
- Начело јуриспруденције.
- Упоредна јуриспруденција.[22]

Због свих наведених квалификација, они остају познати широм шиитског исламског света. 

### Жене као муџтехиди
Постоје различите теорије да ли је жена могла да постане муџтехид или не. Једва десетина жена је успела да достигне тај статус у модерној историји Ирана.